# Hadschi-Alakbar-Moschee

Ruinen der Hadschi-Alakbar-Moschee (2021)

Hadschi-Alakbar-Moschee (aserbaidschanisch Hacı Ələkbər Məscidi) war ein schiitisch-aserbaidschanisches Gotteshaus in der Stadt Füzuli von Aserbaidschan.

## Geschichte und architektonische Besonderheit
Die Moschee wurde im Jahr 1890 vom renommierten aserbaidschanischen Architekten seiner Zeit Karbalaji Safi-Chan Karabagi erbaut. Die Kosten dafür trug Philanthrop Hadschi Alakbar Bek. Er stellte Mittel bereit und lud Handwerker aus Şuşa (Schuscha) ein. Als Zeichen der Ehre und des Respekts für seine wohltätigen Aktivitäten setzen die Anwohner Hadschi Alakbar nach dessen Tod neben der Moschee bei und gaben der Einrichtung seinen Namen.
Die Hadschi-Alakpar-Moschee ist ein zweistöckiges Gebäude. Der allgemeine Plan war quadratisch, was an die Moscheen in Şuşa und Ağdam erinnert, die ebenfalls vom Architekten Karbalaji Safikhan Karabakhi erbaut wurden. Im Gegensatz zu den beiden vorherigen Moscheen ist das Haupttor der Hadschi-Alakbar-Moschee jedoch nicht symmetrisch. Der Grund für diese Asymmetrie ist eine große verglaste Veranda für Frauen im zweiten Stock und ein Hauswirtschaftsraum im ersten Stock. Die an anderen drei Fassaden der Moschee installierten Pilaster gelten als Fortsetzung ihrer inneren Strukturen. Durch das Einfügen rechteckiger geometrischer Figuren auf den Pilastern der Hauptfassade versuchte der Architekt, diesen Teil noch harmonischer und schöner zu gestalten. Der asymmetrische dunkle Eingang bildet ein Portal mit Bogen, das sich auf dem weißen Hintergrund der Hauptfassade befindet und mit geometrischen Elementen verziert ist.
Am 23. August 1993 wurde Füzuli im Zuge des ersten Bergkarabachkrieges von armenischen Truppen militärisch besetzt. Über den Zustand der Hadschi-Alakbar-Moschee war lange Zeit nichts bekannt. Nach der Rückeroberung der Stadt am 17. Oktober 2020 durch aserbaidschanische Streitkräfte wurde klar, dass vom Gotteshaus nur noch Ruinen übrig geblieben sind.